# Dan Grecu
Dănuț Grecu, dit Dan Grecu, né le 26 septembre 1950 à Bucarest et mort le 12 décembre 2024 à Brașov, est un gymnaste roumain, spécialisé dans les anneaux.

## Biographie

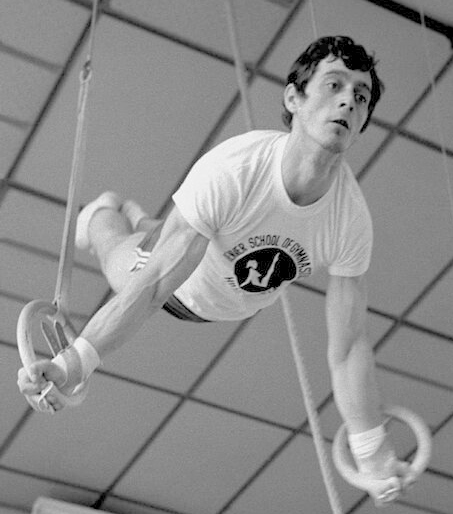
Dan Grecu en 1976.

## Palmarès

### Jeux olympiques
- Montréal 1976
  -  médaille de bronze aux anneaux

### Championnats du monde
- Varna 1974
  -  médaille d'or aux anneaux

- Strasbourg 1978
  -  médaille de bronze aux anneaux

- Fort Worth 1979
  -  médaille d'argent aux anneaux

### Championnats d'Europe
- Grenoble 1973
  -  médaille d'argent aux anneaux

- Berne 1975
  -  médaille d'or aux anneaux